# 鲁尔红军

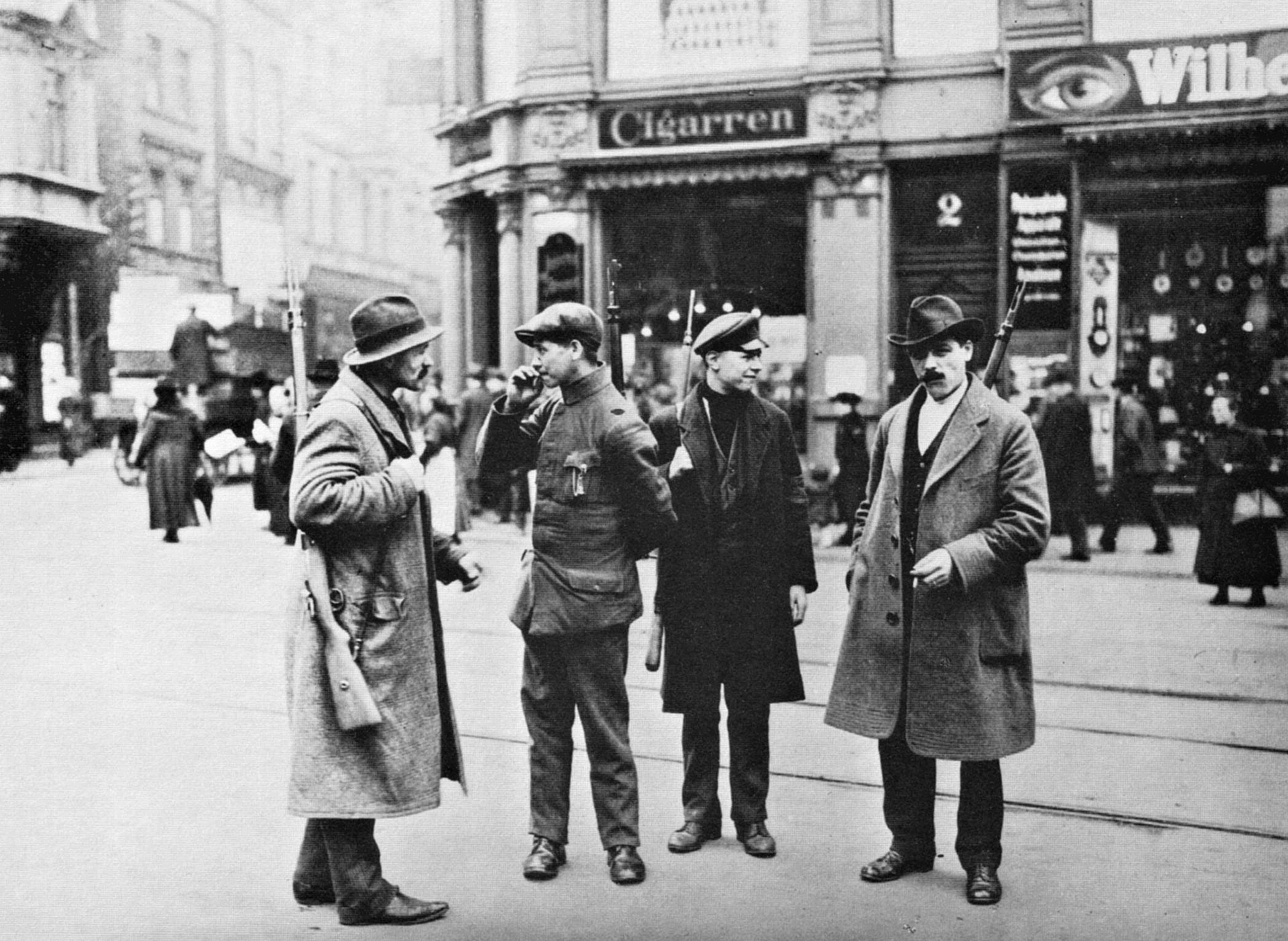
1920年，鲁尔红军成员在多特蒙德。

鲁尔红军（德語：Rote Ruhrarmee）是魏瑪共和國时期德国的一支左翼准军事组织，由5万—8万名工人组成。
鲁尔红军是德国鲁尔区的支持建立苏维埃共和国的左翼民兵，为反对右翼的卡普政变而组建的。由于一项旨在结束该地区总罢工的协议破裂，1920年3月13日，鲁尔红军发动鲁尔起义。国防军和自由军团极为残暴地镇压了起义，就地处决战俘，并杀害受伤的战士。4月6日，鲁尔红军被击败，许多幸存成员逃往法国占领的莱茵兰。